# ランタンフェリ赤坂石
ランタンフェリ赤坂石（ランタンフェリあかさかせき、Ferriakasakaite-(La)）は、緑簾石族グループに属するランタンに富む鉱物。理想式は、CaLaFe3+AlMn2+(Si2O7)(SiO4)O(OH)であり、結晶系は単斜晶系である。
三重県伊勢市の層状鉄マンガン鉱床から発見され、2014年にランタンフェリアンドロス石とともに新鉱物として山口大学の鉱物学者永嶌真理子らにより登録された。同地域から2013年に永嶌らによりランタンバナジウム褐簾石が、東京大学物性研究所の浜根大輔らにより伊勢鉱が新鉱物として登録されており、これまで計4種類の新鉱物が発見されている。ランタンフェリ赤坂石は、島根大学の鉱物学者赤坂正秀の鉄マンガン鉱床や緑簾石族鉱物の研究成果をたたえて命名された。また永嶌真理子は2015年にこの鉱物の発見により、日本鉱物科学会の桜井賞を授与されている。